# 史官 (嘉靖丙辰進士)
史官（1523年—？），字秉衡，號前川，山西平陽府翼城縣人，軍籍，明朝政治人物。

## 生平
己酉科（1549年）山西鄉試第五十二名。嘉靖三十五年（1556年）丙辰科第三甲第一百九十四名進士。吏部观政，初授行人司行人，四十年六月考选，授南京浙江道御史。四十四年升山東東昌府知府。隆慶三年（1569年）復補大名府。

## 家族
曾祖史鏞；祖父史瓉；父史全，七品散官贈御史。母常氏，封太孺人。兄載道、史臣（府通判）、弟史書（王府典儀正）。